# 大斑布瓊麗魚
大斑布瓊麗魚（學名：Bujurquina megalospilus），為輻鰭魚綱鱸形目隆頭魚亞目慈鯛科的其中一種，分布於南美洲Pachitea及Aguaytía河流域，體長可達7.1公分，棲息在底中層水域，生活習性不明。

## 擴展閱讀
維基物種上的相關：大斑布瓊麗魚